# Hantijščina
Hantijščina (hant. ханты ясаӈ, latinizirano hanty jasang) je eden jezikov ugrijske podskupine ugrofinske skupine jezikov, ki skupaj s samojedskimi jeziki tvorijo uralsko jezikovno družino.
Hantijščino govorijo Hanti, ki živijo v zahodni Sibiriji v porečju rek Ob in Irtiš. Večina jih živi na območju Hanti-mansijskega nacionalnega okrožja, ki je eden subjektov Ruske federacije.
Izmed 28700 Hantov samo okoli 15000 ljudi govori hantijščino kot materni jezik. Od 2. svetovne vojne narašča odstotek Hantov, za katere je materinščina ruščina, ker pa vendarle stalno narašča tudi število Hantov, ostaja število govorcev hantijskega jezika na istem nivoju.
V večjih naseljih, zlasti v tistih, kjer večino prebivalcev tvorijo Rusi, je hantijščina jezik samo nekaterih hantijskih družin, v javnem poročanju in pri večini Hantov prevladuje ruščina. V manjših naseljih in nomadskih taborjih je pogosto hantijščina edini rabljeni jezik, pri starejših ljudeh pa sploh edini, ki ga poznajo.
Kljub majhnemu številu govorcev je hantijščina narečno zelo razčlenjena. Čeprav se lahko narečji sosednjih krajev komaj zaznavno razlikujeta, se uporabniki bolj oddaljenih narečij včasih le težko razumejo.
Prva knjiga v hantijščini je bil prevod evangelija sv. Mateja v eno narečij, izdan leta 1868. Prvi bolj dosledni poskusi standardizacije knjižnega jezika so se pojavili šele v 20. stoletju. Do leta 1937 so hantijščino zapisovali v latinici, potem so uvedli cirilico. Poskus ustvariti enoten knjižni jezik za vse Hante ni uspel, književnost se razvija v štirih narečjih. Hantijščina je kot eden predmetov prisotna samo v osnovnih šolah. V njej izhaja en časopis.
Danes za zapisovanje hantijskega jezika se uporablja cirilica, dopolnjena z nekaj posebnimi črkami.

## Hantijska abeceda
| А а | Ä ä   | Б б | В в   | Г г | Д д | Е е | Ё ё |
| Ә ә | Ӛ ӛ   | Ж ж | З з   | И и | Й й | К к | Ӄ ӄ |
| Л л | Л’ л’ | М м | Н н   | Ӈ ӈ | О о | Ö ö | Ө ө |
| Ӫ ӫ | П п   | Р р | С с   | Т т | У у | Ӱ ӱ | Ф ф |
| Х х | Ц ц   | Ч ч | Ч’ ч’ | Ш ш | Щ щ | Ъ ъ | Ы ы |
| Ь ь | Э э   | Ю ю | Я я   |     |     |     |     |